# Ayuntamiento de San Fernando
El Ayuntamiento de San Fernando es el órgano político que se encarga del gobierno y la administración de la ciudad de San Fernando, en la provincia de Cádiz, Andalucía, España. Los miembros integrantes del ayuntamiento isleño son elegidos democráticamente por sufragio universal desde el año 1979. La formación actual del gobierno isleño es de 25 concejales, elegidos cada 4 años por los ciudadanos empadronados en San Fernando, siempre que sean españoles o de la Unión Europea.

## Alcaldes
| Periodo   | Nombre                                                                         | Partido                                                           |
| --------- | ------------------------------------------------------------------------------ | ----------------------------------------------------------------- |
| 1979-1983 | Avelino Arias Soto                                                             | Partido Andalucista (PA)                                          |
| 1983-1987 | Avelino Arias Soto                                                             | Partido Socialista Obrero Español (PSOE)                          |
| 1987-1991 | Avelino Arias Soto (1987-1989) Antonio Moreno Olmedo (1989-1991)               | Partido Socialista Obrero Español (PSOE) Partido Andalucista (PA) |
| 1991-1995 | Antonio Moreno Olmedo                                                          | Partido Andalucista (PA)                                          |
| 1995-1999 | Antonio Moreno Olmedo                                                          | Partido Andalucista (PA)                                          |
| 1999-2003 | Antonio Moreno Olmedo                                                          | Partido Andalucista (PA)                                          |
| 2003-2007 | Antonio Moreno Olmedo (2003-2005) Manuel Mª de Bernardo Foncubierta(2005-2007) | Partido Andalucista (PA)                                          |
| 2007-2011 | Manuel Mª de Bernardo Foncubierta                                              | Partido Andalucista (PA)                                          |
| 2011-2015 | José Loaiza                                                                    | Partido Popular (PP)                                              |
| 2015-2019 | Patricia Cavada                                                                | Partido Socialista Obrero Español (PSOE)                          |
| 2019-2023 | Patricia Cavada                                                                | Partido Socialista Obrero Español (PSOE)                          |
| 2023-act. | Patricia Cavada                                                                | Partido Socialista Obrero Español (PSOE)                          |

## Resultados electorales
| Partido político                         | 2023   | 2023  | 2023       | 2019   | 2019  | 2019       | 2015   | 2015   | 2015       | 2011   | 2011  | 2011       | 2007   | 2007   | 2007       |
| Partido político                         | Votos  | %     | Concejales | Votos  | %     | Concejales | Votos  | %      | Concejales | Votos  | %     | Concejales | Votos  | %      | Concejales |
| Partido Socialista Obrero Español (PSOE) | 18 263 | 46,03 | 13         | 15 471 | 39,19 | 11         | 11 873 | 29,76  | 8          | 13 741 | 34,00 | 9          | 11 091 | c31,62 | 9          |
| Partido Popular (PP)                     | 10 166 | 25,62 | 7          | 7145   | 18,10 | 5          | 9247   | 23,17  | 7          | 14 128 | 34,95 | 10         | 9852   | 28,09  | 8          |
| Vox                                      | 4715   | 11,88 | 3          | 3405   | 8,62  | 2          | 447    | 1,12   | 0          | —      | —     | —          | —      | —      | —          |
| Unidad Andalucista (UA)                  | 2750   | 6,93  | 2          | —      | —     | —          | —      | —      | —          | —      | —     | —          | —      | —      | —          |
| Izquierda Unida (IU)                     | 1211   | 3,05  | 0          | 1322   | 3,34  | 0          | 1873   | 4,69   | 0          | 2138   | 5,29  | 1          | 1194   | 3,40   | 0          |
| Podemos-Sí Se Puede                      | 1102   | 2,77  | 0          | 2750   | 6,96  | 2          | 5759   | 114,43 | 4          | —      | —     | —          | —      | —      | —          |
| Ciudadanos (CS)                          | 364    | 0,91  | 0          | 3978   | 10,07 | 2          | 4278   | 10,72  | 3          | —      | —     | —          | —      | —      | —          |
| Andalucía Por Sí (AxSí)                  | —      | —     | —          | 4341   | 10,99 | 3          | —      | —      | —          | —      | —     | —          | —      | —      | —          |
| Partido Andalucista (PA)                 | —      | —     | —          | —      | —     | —          | 4946   | 14,40  | 3          | 4591   | 11,36 | 3          | 1896   | 4,91   | 0          |
| Ciudadanos por San Fernando (CxSF)       | —      | —     | —          | —      | —     | —          | —      | —      | —          | 2962   | 7,33  | 2          | —      | —      | —          |

## Evolución de la deuda viva municipal
El concepto de deuda viva contempla sólo las deudas con cajas y bancos relativas a créditos financieros, valores de renta fija y préstamos o créditos transferidos a terceros, excluyéndose, por tanto, la deuda comercial.
| Gráfica de evolución de la deuda viva del Ayuntamiento entre 2008 y 2023                               |
| |
| Deuda viva del Ayuntamiento de San Fernando, en miles de euros, según datos del Ministerio de Hacienda |

La deuda viva municipal por habitante en 2014 ascendía a 494,17 €.